# Abaï Kounanbaïouly
Abaï Ibrahim Kounanbaïouly (en kazakh : Абай Ибраһим Құнанбайұлы), né le 23 août 1845 et mort le 6 juillet 1904, est un poète, compositeur et moraliste kazakh .
Abaï Kounanbaïouly, généralement appelé Abaï, est aussi connu sous le nom russifié d'Abaï Kounanbaïev (russe : Абай Кунанбаев).

## Biographie
Abaï est né à Tchingis-Tau (aujourd'hui Karaoul), dans une famille de l'aristocratie aisée kazakhe.
Après une solide formation religieuse, il est envoyé par son père à l'école russe de Semeï (anciennement Semipalatinsk), où il découvre la littérature russe.
Sa connaissance du russe lui permettra de traduire, par le biais de cette langue, nombre d'œuvres occidentales alors inédites en kazakh.
Considéré comme le père de la littérature kazakhe, Abaï a composé un nombre important de poèmes, souvent destinés à être chantés.
Il est également l'auteur de Paroles édifiantes, sorte de pamphlets moralistes dont le contenu a eu une grande influence sur le peuple kazakh.
Il a aussi traduit vers le Kazakh les ouvrages d'auteurs comme Mikhaïl Lermontov, Johann Wolfgang von Goethe, Lord Byron, Ivan Krylov et Alexandre Pouchkine.
Abaï y enjoint ses compatriotes à l'honnêteté, au respect des principes moraux et de la religion mais aussi à l'ouverture sur la culture russe.
Abaï, peu suspect pourtant de trop grande sympathie à l'égard des troupes russes qui occupent son pays et y bousculent par leur présence l'équilibre économique, politique et culturel, voit dans l'apprentissage de la langue russe une porte s'ouvrant sur la culture mondiale à laquelle il souhaite ardemment faire participer son peuple.

## Reconnaissance et postérité
Abaï est considéré au Kazakhstan comme l'un des pères de la nation.
Un très grand nombre de monuments lui est consacré et ses écrits forment la base de la culture kazakhe.
Sa vie a été retracée par l'écrivain Moukhtar Aouézov dans le livre La Jeunesse d'Abaï, et le livret de l’opéra Abaï.
Les dirigeants du mouvement Alach Orda (en) le considèrent comme leur inspirateur.
La ville d'Abaï a été nommée en son honneur.
En 2006, une statue en son honneur lui a été élevée sur le boulevard des Étangs-Purs à Moscou.
En mai 2012, les environs de la statue sont pris pour point de ralliement par un mouvement d'occupation citoyenne contre le pouvoir sous le nom « Occupy Abai ».
Un buste d'Abaï est érigé depuis 2016 dans le jardin d'Almaty à Rennes (France).
En 2021, le conseil municipal du 16e arrondissement de Paris vote l'installation dans le jardin des Poètes d'une sculpture d'Abaï Kounanbaïouly par Yerbol Ziyabekov, cadeau de la République du Kazakhstan.  
Le 26 mai 2022, un monument dédié aux relations amicales entre le Kazakhstan et le Kirghizstan a été inauguré à Bichkek. Le président du Kazakhstan, Kassym-Jomart Tokayev, et le président du Kirghizstan, Sadyr Zhaparov, ont assisté à l'inauguration du monument.
Le 2 juin 2022, un buste d'Abai a été installé sur la place San Martin à New Delhi.
Le 21 mars 2023, un monument à la mémoire d'Abaï Kunanbayev a été inauguré à Taldykorgan. Les architectes du monument sont Akmyrza Rustembekov et Manarbek Dzhakipbayev. Le sculpteur est Mirlan Azmaganbetov.

## Galerie

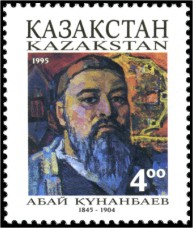
Timbre du Kazakhstan de 1995.
Statue d'Abaï à Almaty.
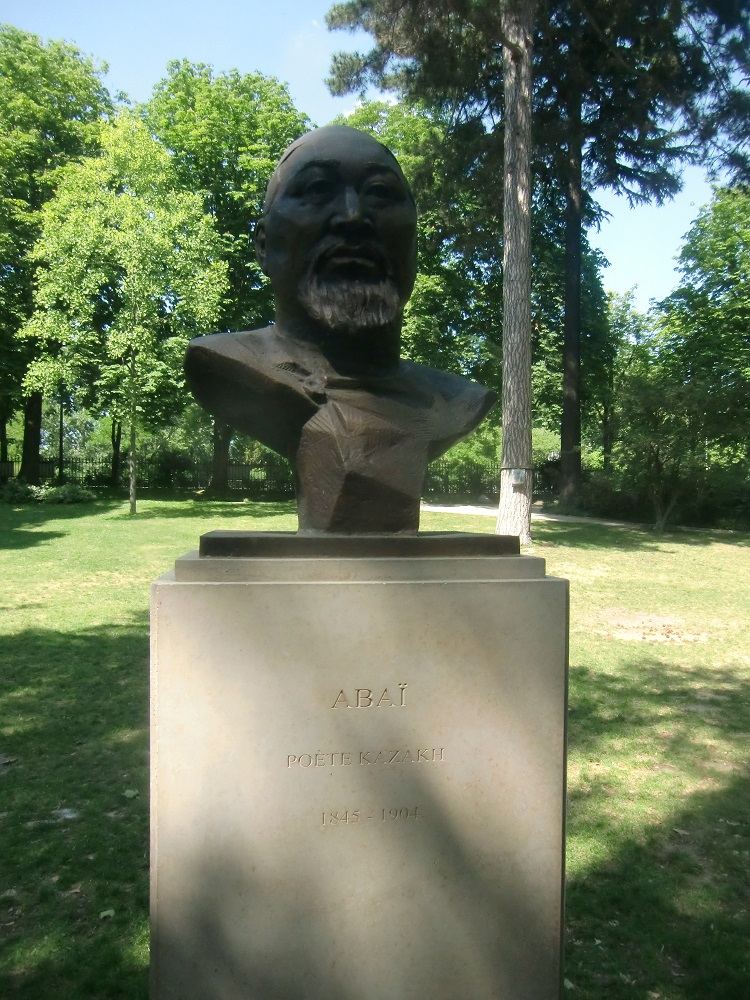
Statue d'Abaï à Paris par Yerbol Ziyabekov, cadeau de la République du Kazakhstan